# Eternal Darkness
Eternal Darkness: Sanity's Requiem – przygodowa gra komputerowa opracowana przez Silicon Knights i opublikowana w 2002 roku przez Nintendo na konsolę GameCube.